# Liste der Kulturdenkmäler in Treysa
Die folgende Liste enthält die in der Denkmaltopographie ausgewiesenen Kulturdenkmäler auf dem Gebiet des Ortsteils Treysa der  Stadt Schwalmstadt, Schwalm-Eder-Kreis, Hessen.
Hinweis: Die Reihenfolge der Denkmäler in dieser Liste orientiert sich an der Anschrift, alternativ ist sie auch nach der Bezeichnung oder der Bauzeit sortierbar.
Kulturdenkmäler werden fortlaufend im Denkmalverzeichnis des Landes Hessen durch das Landesamt für Denkmalpflege Hessen auf Basis des Hessischen Denkmalschutzgesetzes (HDSchG) geführt. Die Schutzwürdigkeit eines Kulturdenkmals hängt nicht von der Eintragung in das Denkmalverzeichnis des Landes Hessen oder der Veröffentlichung in der Denkmaltopographie ab.

## Treysa
| Bild                                                             | Bezeichnung                                      | Lage                                                      | Beschreibung | Bauzeit         | Daten |
| ---------------------------------------------------------------- | ------------------------------------------------ | --------------------------------------------------------- | --- | --------------- | ----- |
| weitere Bilder                                                   | Gesamtanlage Oberstadt                           | Lage                                                      | Die Gesamtanlage Oberstadt umfasst den mittelalterlichen Marktort. Dies sind folgende Straßen: Alte Postgasse, Am Angel (bis Nr. 13), An der Stadtmauer, Backgasse, Bertelshain, Bleichgasse, Braugasse, Burggasse, Enggasse, Getreidegasse, Heidengasse, Herbstgasse, Hundsgasse, Keilsteg, Kirchplatz, Klostergasse, Mainzer Gasse, Marktplatz, Neuer Weg (bis „An der Stadtmauer“), Rahmgässchen, Ratsgasse, Steingasse (bis „An der Stadtmauer“), Strauchgasse, Töpferweg, Zwalmstraße (nördliche Seite zwischen Töpferweg und Burggasse) |                 |       |
| Bild gesucht BW                                                  | Gesamtanlage Unterstadt                          | Lage                                                      | Die Gesamtanlage Unterstadt umfasst die westliche Erweiterung des mittelalterlichen Marktortes. Dies sind folgende Straßen: Am Angel (ab Nr. 15), Neuer Weg (ab „An der Stadtmauer“), Rosengasse, Steingasse (ab „An der Stadtmauer“), Wagnergasse |                 |       |
| Hephata-Kirche                                                   | Gesamtanlage Hephata                             | Lage                                                      | |                 |       |
| Alter Bahnhof Treysa                                             | Alter Bahnhof                                    | Lage                                                      | |                 |       |
| weitere Bilder                                                   | Fachwerkhaus Am Angel 1                          | Am Angel 1 Lage                                           | |                 |       |
| Fachwerkhaus Am Angel 3                                          | Fachwerkhaus Am Angel 3                          | Am Angel 3 Lage                                           | |                 |       |
| weitere Bilder                                                   | Fachwerkhaus Am Angel 9                          | Am Angel 9 Lage                                           | |                 |       |
| weitere Bilder                                                   | Fachwerkhaus Am Angel 10                         | Am Angel 10 Lage                                          | |                 |       |
| weitere Bilder                                                   | Fachwerkhaus Am Angel 11                         | Am Angel 11 Lage                                          | |                 |       |
| Fachwerkhaus Am Angel 15                                         | Fachwerkhaus Am Angel 15                         | Am Angel 15 Lage                                          | |                 |       |
| weitere Bilder                                                   | Fachwerkhaus Am Angel 16                         | Am Angel 16 Lage                                          | |                 |       |
| weitere Bilder                                                   | Fachwerkhaus Am Angel 19                         | Am Angel 19 Lage                                          | |                 |       |
| Ackerbürgerhaus Am Angel 23                                      | Ackerbürgerhaus Am Angel 23                      | Am Angel 23 Lage                                          | |                 |       |
| weitere Bilder                                                   | Fachwerkhaus Am Angel 25                         | Am Angel 25 / Ecke Wagnergasse Lage                       | |                 |       |
| Putzbau Ascheröder Straße 2                                      | Putzbau Ascheröder Straße 2                      | Ascheröder Straße 2 Lage                                  | |                 |       |
| Villengebäude Ascheröder Straße 24                               | Villengebäude Ascheröder Straße 24               | Ascheröder Straße 24 Lage                                 | |                 |       |
| weitere Bilder                                                   | Villengebäude Ascheröder Straße 28               | Ascheröder Straße 28 Lage                                 | |                 |       |
| Wohn- und Geschäftshaus Bahnhofstraße 4                          | Wohn- und Geschäftshaus Bahnhofstraße 4          | Bahnhofstraße 4 Lage                                      | |                 |       |
| Putzgebäude Bahnhofstraße 8                                      | Putzgebäude Bahnhofstraße 8                      | Bahnhofstraße 8 Lage                                      | |                 |       |
| weitere Bilder                                                   | Eisenbahnempfangsgebäude                         | Bahnhofstraße Lage                                        | |                 |       |
| Putzgebäude Bahnhofstraße 12-14                                  | Putzgebäude Bahnhofstraße 12–14                  | Bahnhofstraße 12–14 Lage                                  | |                 |       |
| Fachwerkhaus Bahnhofstraße 21                                    | Fachwerkhaus Bahnhofstraße 21                    | Bahnhofstraße 21 Lage                                     | |                 |       |
| Wohn- und Geschäftshaus Bahnhofstraße 22                         | Wohn- und Geschäftshaus Bahnhofstraße 22         | Bahnhofstraße 22 Lage                                     | |                 |       |
| Fachwerkhaus Bahnhofstraße 31                                    | Fachwerkhaus Bahnhofstraße 31                    | Bahnhofstraße 31 Lage                                     | |                 |       |
| Wohn- und Geschäftshaus Bahnhofstraße 33                         | Wohn- und Geschäftshaus Bahnhofstraße 33         | Bahnhofstraße 33 Lage                                     | |                 |       |
| Fachwerkhaus Bahnhofstraße 43                                    | Fachwerkhaus Bahnhofstraße 43                    | Bahnhofstraße 43 Lage                                     | Fachwerkhaus |                 |       |
| Doppelhaus Baumbachstraße 2                                      | Doppelhaus Baumbachstraße 2                      | Baumbachstraße 2 Lage                                     | |                 |       |
| weitere Bilder                                                   | Villa Baumbachstraße 16                          | Baumbachstraße 16 Lage                                    | |                 |       |
| weitere Bilder                                                   | Fachwerkhaus Bettelshain 1                       | Bettelshain 1 Lage                                        | |                 |       |
| weitere Bilder                                                   | Fachwerkhaus Bettelshain 2                       | Bettelshain 2 Lage                                        | |                 |       |
| weitere Bilder                                                   | Fachwerkhaus Bettelshain 4                       | Bettelshain 4 Lage                                        | |                 |       |
| weitere Bilder                                                   | Fachwerkhaus Braugasse 1                         | Braugasse 1 Lage                                          | |                 |       |
| weitere Bilder                                                   | Fachwerkhaus Braugasse 2                         | Braugasse 2 Lage                                          | |                 |       |
| weitere Bilder                                                   | Fachwerkhaus Braugasse 6                         | Braugasse 6 Lage                                          | |                 |       |
| weitere Bilder                                                   | Fachwerkhaus Braugasse 12/14                     | Braugasse 12/14 Lage                                      | |                 |       |
| weitere Bilder                                                   | Fachwerkhaus Braugasse 16                        | Braugasse 16 Lage                                         | |                 |       |
| weitere Bilder                                                   | Totenkirche                                      | Burggasse 1 Lage                                          | |                 |       |
| Fachwerkhaus Burggasse 2                                         | Fachwerkhaus Burggasse 2                         | Burggasse 2 Lage                                          | |                 |       |
| Fachwerkhaus Burggasse 3                                         | Fachwerkhaus Burggasse 3                         | Burggasse 3 Lage                                          | |                 |       |
| Burggasse 4                                                      | Burggasse 4                                      | Burggasse 4 Lage                                          | |                 |       |
| Burggasse 6                                                      | Burggasse 6                                      | Burggasse 6 Lage                                          | |                 |       |
| Fachwerkhaus Enggasse 1                                          | Fachwerkhaus Enggasse 1                          | Enggasse 1 Lage                                           | |                 |       |
| weitere Bilder                                                   | Fachwerkhaus Enggasse 3                          | Enggasse 3 Lage                                           | |                 |       |
| Neue Mühle                                                       | Neue Mühle                                       | Frankenhainer Weg LageFlur: 12, Flurstück: 34/8 und 34/10 | |                 |       |
| Bild gesucht BW                                                  | Fachwerkbau Franz-von-Roque-Straße 8             | Franz-von-Roque-Straße 8 Lage                             | |                 |       |
| Hephata-Kirche                                                   | Hephata-Kapelle                                  | Franz-von-Roque-Straße 18 Lage                            | |                 |       |
| Hephata-Haus Bethanien                                           | Hephata-Haus Bethanien                           | Hermann-Knauel-Straße 2 LageFlur: 12, Flurstück: 21/15    | |                 |       |
| Direkt Bild zu diesem Denkmal hochladen                          | Hephata-Haus Bethesda                            | Franz-von-Roque-Straße 18                                 | |                 |       |
| Hephata-Haus Emmaus                                              | Hephata-Haus Emmaus                              | Franz-von-Roque-Straße 15 LageFlur: 12, Flurstück: 21/50  | |                 |       |
| Direkt Bild zu diesem Denkmal hochladen                          | Hephata-Schule                                   | Franz-von-Roque-Straße 18                                 | |                 |       |
| Hephata-Haus Nazareth                                            | Hephata-Haus Nazareth                            | Heinrich-Bachmann-Straße 1 LageFlur: 12, Flurstück: 21/48 | |                 |       |
| Hephata-Arztvilla                                                | Hephata-Arztvilla                                | Elisabeth-Seitz-Straße 22 LageFlur: 12, Flurstück: 21/24  | |                 |       |
| weitere Bilder                                                   | Villa Friedrich-Ebert-Straße 29                  | Friedrich-Ebert-Straße 29 Lage                            | |                 |       |
| weitere Bilder                                                   | Wohnhaus Friedrich-Ebert-Straße 54               | Friedrich-Ebert-Straße 54 Lage                            | |                 |       |
| Fachwerkhaus Herbstgasse 3                                       | Fachwerkhaus Herbstgasse 3                       | Herbstgasse 3 Lage                                        | |                 |       |
| umgebautes Fachwerkhaus Herbstgasse 4                            | Fachwerkhaus Herbstgasse 4                       | Herbstgasse 4 Lage                                        | |                 |       |
| Fachwerkhaus Herbstgasse 15                                      | Fachwerkhaus Herbstgasse 15                      | Herbstgasse 15 Lage                                       | |                 |       |
| Eckhaus Hundsgasse 4                                             | Eckhaus Hundsgasse 4                             | Hundsgasse 4 Lage                                         | |                 |       |
| Fachwerkhaus Hundsgasse 8                                        | Fachwerkhaus Hundsgasse 8                        | Hundsgasse 8 Lage                                         | |                 |       |
| Fachwerkhaus Hundsgasse 14                                       | Fachwerkhaus Hundsgasse 14                       | Hundsgasse 14 Lage                                        | |                 |       |
| Fachwerkhaus Hundsgasse 16                                       | Fachwerkhaus Hundsgasse 16                       | Hundsgasse 16 Lage                                        | |                 |       |
| Fachwerkhaus Keilsteg 1                                          | Fachwerkhaus Keilsteg 1                          | Keilsteg 1 Lage                                           | |                 |       |
| weitere Bilder                                                   | Evangelische Stadtkirche Treysa                  | Kirchplatz 12 Lage                                        | |                 |       |
| weitere Bilder                                                   | Fachwerkhaus Kirchplatz 3                        | Kirchplatz 3 Lage                                         | |                 |       |
| Fachwerkhaus Kirchplatz 4                                        | Fachwerkhaus Kirchplatz 4                        | Kirchplatz 4 Lage                                         | |                 |       |
| weitere Bilder                                                   | Fachwerkhaus Kirchplatz 6                        | Kirchplatz 6 Lage                                         | |                 |       |
| weitere Bilder                                                   | Fachwerkhaus Kirchplatz 8                        | Kirchplatz 8 Lage                                         | |                 |       |
| Fachwerkhaus Kirchplatz 9                                        | Fachwerkhaus Kirchplatz 9                        | Kirchplatz 9 Lage                                         | |                 |       |
| Fachwerkhaus Klostergasse 2                                      | Fachwerkhaus Klostergasse 2                      | Klostergasse 2 Lage                                       | |                 |       |
| Fachwerkhaus Klostergasse 4                                      | Fachwerkhaus Klostergasse 4                      | Klostergasse 4 Lage                                       | |                 |       |
| Fachwerkhaus Klostergasse 6                                      | Fachwerkhaus Klostergasse 6                      | Klostergasse 6 Lage                                       | |                 |       |
| weitere Bilder                                                   | Mainzer Brücke                                   | Mainzer Gasse Lage                                        | |                 |       |
| weitere Bilder                                                   | Fachwerkhaus Mainzer Gasse 4                     | Mainzer Gasse 4 Lage                                      | |                 |       |
| weitere Bilder                                                   | Fachwerkhaus Mainzer Gasse 9                     | Mainzer Gasse 9 Lage                                      | |                 |       |
| weitere Bilder                                                   | Rathaus                                          | Marktplatz 1 Lage                                         | |                 |       |
| Brunnen auf dem Marktplatz                                       | Brunnen                                          | Marktplatz Lage                                           | |                 |       |
| weitere Bilder                                                   | Fachwerkhaus Marktplatz 2                        | Marktplatz 2 Lage                                         | |                 |       |
| weitere Bilder                                                   | Fachwerkhaus Marktplatz 3                        | Marktplatz 3 Lage                                         | |                 |       |
| Fachwerkhaus Marktplatz 4                                        | Fachwerkhaus Marktplatz 4                        | Marktplatz 4 Lage                                         | |                 |       |
| weitere Bilder                                                   | Fachwerkhaus Marktplatz 5                        | Marktplatz 5 Lage                                         | |                 |       |
| weitere Bilder                                                   | Fachwerkhaus Marktplatz 6                        | Marktplatz 6 Lage                                         | |                 |       |
| weitere Bilder                                                   | Fachwerkhaus Marktplatz 8                        | Marktplatz 8 Lage                                         | |                 |       |
| weitere Bilder                                                   | Fachwerkhaus Marktplatz 9                        | Marktplatz 9 Lage                                         | |                 |       |
| weitere Bilder                                                   | Fachwerkhaus Marktplatz 10                       | Marktplatz 10 Lage                                        | |                 |       |
| weitere Bilder                                                   | Fachwerkhaus Marktplatz 11                       | Marktplatz 11 Lage                                        | |                 |       |
| weitere Bilder                                                   | Fachwerkhaus Marktplatz 13                       | Marktplatz 13 Lage                                        | |                 |       |
| Fachwerkhaus Marktplatz 14                                       | Fachwerkhaus Marktplatz 14                       | Marktplatz 14 Lage                                        | |                 |       |
| weitere Bilder                                                   | Eckhaus Marktplatz 15                            | Marktplatz 15 Lage                                        | |                 |       |
| weitere Bilder                                                   | Fachwerkhaus Marktplatz 16                       | Marktplatz 16 Lage                                        | |                 |       |
| weitere Bilder                                                   | Fachwerkhaus Marktplatz 17                       | Marktplatz 17 Lage                                        | |                 |       |
| Fachwerkhaus Mauerweg 17                                         | Fachwerkhaus Mauerweg 17                         | Mauerweg 17 Lage                                          | |                 |       |
| Ehemalige jüdische Schule                                        | Ehemalige jüdische Schule                        | Neuer Weg 10 Lage                                         | Ehemalige jüdische Schule | 1851            |       |
| Wohnhaus Parkstraße 1                                            | Wohnhaus Parkstraße 1                            | Parkstraße 1 Lage                                         | Wohnhaus | um 1930         |       |
| Fachwerkhaus Rosengasse 4                                        | Fachwerkhaus Rosengasse 4                        | Rosengasse 4 Lage                                         | Fachwerkhaus |                 |       |
| Fachwerkhaus Rosengasse 5                                        | Fachwerkhaus Rosengasse 5                        | Rosengasse 5 Lage                                         | Fachwerkhaus | 17. Jahrhundert |       |
| weitere Bilder                                                   | Fachwerkhaus Steingasse 12                       | Steingasse 12 Lage                                        | Fachwerkhaus | 19. Jahrhundert |       |
| weitere Bilder                                                   | Fachwerkhaus Steingasse 13                       | Steingasse 13 Lage                                        | Fachwerkhaus | 17. Jahrhundert |       |
| weitere Bilder                                                   | Fachwerkhaus Steingasse 14                       | Steingasse 14 Lage                                        | Fachwerkhaus | 17. Jahrhundert |       |
| weitere Bilder                                                   | Fachwerkhaus Steingasse 16                       | Steingasse 16 Lage                                        | Fachwerkhaus | 17. Jahrhundert |       |
| weitere Bilder                                                   | Fachwerkhaus Steingasse 17                       | Steingasse 17 Lage                                        | Fachwerkhaus | 18. Jahrhundert |       |
| weitere Bilder                                                   | Fachwerkhaus Steingasse 18                       | Steingasse 18 Lage                                        | Fachwerkhaus | 1657            |       |
| weitere Bilder                                                   | Fachwerkhaus Steingasse 19                       | Steingasse 19 Lage                                        | Fachwerkhaus | 18. Jahrhundert |       |
| weitere Bilder                                                   | Fachwerkscheune Steingasse 19                    | Bettelshain Lage                                          | Zu Steingasse 19 zugehörige rückwärtige Fachwerkscheune, datiert 1811. Zweigeschossiger Fachwerkbau auf Bruchsteinsockel mit Vordach. | 1811            |       |
| weitere Bilder                                                   | Fachwerkhaus Steingasse 22/24                    | Steingasse 22/24 Lage                                     | Fachwerkhaus | 17. Jahrhundert |       |
| weitere Bilder                                                   | von Gilsa'scher Hof                              | Steingasse 29 Lage                                        | Fachwerkhaus | 19. Jahrhundert |       |
| weitere Bilder                                                   | Fachwerkhaus Steingasse 32                       | Steingasse 32 Lage                                        | Fachwerkhaus | um 1800         |       |
| weitere Bilder                                                   | Fachwerkhaus Steingasse 33                       | Steingasse 33 Lage                                        | Fachwerkhaus | um 1600         |       |
| Fachwerkhaus Steingasse 34                                       | Fachwerkhaus Steingasse 34                       | Steingasse 34 Lage                                        | Fachwerkhaus | 17. Jahrhundert |       |
| weitere Bilder                                                   | Fachwerkhaus Steingasse 35                       | Steingasse 35 Lage                                        | Fachwerkhaus | 1578            |       |
| weitere Bilder                                                   | Fachwerkhaus Steingasse 37                       | Steingasse 37 Lage                                        | Fachwerkhaus | 18. Jahrhundert |       |
| weitere Bilder                                                   | Fachwerkhaus Steingasse 39                       | Steingasse 39 Lage                                        | Fachwerkhaus | 17. Jahrhundert |       |
| Fachwerkhaus Steingasse 40                                       | Fachwerkhaus Steingasse 40                       | Steingasse 40 Lage                                        | Fachwerkhaus | 16. Jahrhundert |       |
| Fachwerkhaus Steingasse 42                                       | Fachwerkhaus Steingasse 42                       | Steingasse 42 Lage                                        | Fachwerkhaus | 17. Jahrhundert |       |
| Fachwerkhaus Steingasse 43                                       | Fachwerkhaus Steingasse 43                       | Steingasse 43 Lage                                        | Fachwerkhaus | 17. Jahrhundert |       |
| Fachwerkhaus Steingasse 48                                       | Fachwerkhaus Steingasse 48                       | Steingasse 48 Lage                                        | Fachwerkhaus | 1834            |       |
| weitere Bilder                                                   | Heilig-Geist-Hospital                            | Steingasse 50–62 Lage                                     | Fachwerkhaus |                 |       |
| die Alte Wache in der Steingasse 66                              | Alte Wache                                       | Steingasse 66 Lage                                        | Fachwerkhaus | 1765            |       |
| weitere Bilder                                                   | Hexenturm                                        | Steingasse Lage                                           | Turm, Teil der Stadtbefestigung | 15. Jahrhundert |       |
| der Wappenstein der 1968 abgebrochenen Schwalmbrücke             | Wappenstein der 1968 abgebrochenen Schwalmbrücke | Steingasse Lage                                           | Fachwerkhaus | 1712            |       |
| weitere Bilder                                                   | Villa Steinkautsweg 1                            | Steinkautsweg 1 LageFlur: 30, Flurstück: 31/3             | Villa | 1900            |       |
| weitere Bilder                                                   | Doppelhaus Stephanstraße 2-4                     | Stephanstraße 2-4 Lage                                    | Doppelhaus |                 |       |
| das Wohnhaus Stephanstraße 8                                     | Wohnhaus Stephanstraße 8                         | Stephanstraße 8 Lage                                      | Wohnhaus im Heimatschutzstil | 1910            |       |
| weitere Bilder                                                   | Fachwerkhaus Strauchgasse 1                      | Strauchgasse 1 Lage                                       | Fachwerkhaus | 17. Jahrhundert |       |
| weitere Bilder                                                   | Fachwerkhaus Strauchgasse 2                      | Strauchgasse 2 Lage                                       | Fachwerkhaus |                 |       |
| weitere Bilder                                                   | Fachwerkhaus Strauchgasse 3                      | Strauchgasse 3 Lage                                       | Fachwerkhaus |                 |       |
| weitere Bilder                                                   | Fachwerkhaus Strauchgasse 4                      | Strauchgasse 4 Lage                                       | Fachwerkhaus |                 |       |
| weitere Bilder                                                   | Fachwerkhaus Strauchgasse 6                      | Strauchgasse 6 Lage                                       | Fachwerkhaus |                 |       |
| weitere Bilder                                                   | Fachwerkhaus Strauchgasse 15                     | Strauchgasse 15 Lage                                      | Fachwerkhaus |                 |       |
| weitere Bilder                                                   | Fachwerkhaus Wagnergasse 9                       | Wagnergasse 9 Lage                                        | Fachwerkhaus |                 |       |
| weitere Bilder                                                   | Fachwerkhaus Wagnergasse 11                      | Wagnergasse 11 Lage                                       | Fachwerkhaus |                 |       |
| weitere Bilder                                                   | Fachwerkhaus Wagnergasse 16                      | Wagnergasse 16 Lage                                       | Fachwerkhaus |                 |       |
| weitere Bilder                                                   | Fachwerkhaus Wagnergasse 21                      | Wagnergasse 21 Lage                                       | Fachwerkhaus |                 |       |
| weitere Bilder                                                   | Fachwerkhaus Wagnergasse 22                      | Wagnergasse 22 Lage                                       | Fachwerkhaus |                 |       |
| weitere Bilder                                                   | Fachwerkhaus Wagnergasse 28/30                   | Wagnergasse 28/30 Lage                                    | Fachwerkhaus |                 |       |
| weitere Bilder                                                   | Fachwerkhaus Wagnergasse 29                      | Wagnergasse 29 Lage                                       | Fachwerkhaus |                 |       |
| Fachwerkhaus Wagnergasse 31                                      | Fachwerkhaus Wagnergasse 31                      | Wagnergasse 31 Lage                                       | Fachwerkhaus |                 |       |
| weitere Bilder                                                   | Fachwerkhaus Wagnergasse 34                      | Wagnergasse 34 Lage                                       | Fachwerkhaus |                 |       |
| weitere Bilder                                                   | Fachwerkhaus Wagnergasse 36                      | Wagnergasse 36 Lage                                       | Fachwerkhaus |                 |       |
| das Fachwerkhaus Wagnergasse 44/46                               | Fachwerkhaus Wagnergasse 44/46                   | Wagnergasse 44/46 Lage                                    | Fachwerkhaus |                 |       |
| weitere Bilder                                                   | Fachwerkhaus Wagnergasse 50                      | Wagnergasse 50 Lage                                       | Fachwerkhaus |                 |       |
| weitere Bilder                                                   | Hofeinfahrt Wagnergasse 52                       | Wagnergasse 52 Lage                                       | Hofeinfahrt |                 |       |
| weitere Bilder                                                   | Städtisches Wasserwerk                           | Walkmühlenweg Lage                                        | | 1905-1907       |       |
| der jüdische Friedhof zwischen Stephanstraße und Wasenbergstraße | Jüdischer Friedhof                               | Wasenbergstraße Lage                                      | Jüdischer Friedhof |                 |       |
| die Vogelsang'sche Mühle                                         | Vogelsang'sche Mühle                             | Wierastraße 11 Lage                                       | Vogelsang'sche Mühle |                 |       |
| das Wohnhaus Wierastraße 15                                      | Wohnhaus Wierastraße 15                          | Wierastraße 15 Lage                                       | Wohnhaus |                 |       |
| Fachwerkhaus Wierastraße 41                                      | Fachwerkhaus Wierastraße 41                      | Wierastraße 41 Lage                                       | Fachwerkhaus |                 |       |
| Wohnhaus Wierastraße 43                                          | Wohnhaus Wierastraße 43                          | Wierastraße 43 Lage                                       | Wohnhaus | um 1900         |       |
| Direkt Bild zu diesem Denkmal hochladen                          | Wierabrücke                                      | Wierastraße Flur: 6, Flurstück: 80/45                     | Wierabrücke | 18. Jahrhundert |       |
| weitere Bilder                                                   | Viadukt                                          | Außerhalb des Ortes LageFlur: 16, Flurstück: 254          | Eisenbahnbrücke über die Schwalm | 1850            |       |

## Ehemalige Kulturdenkmäler
| Bild                                                      | Bezeichnung                 | Lage                | Beschreibung                                            | Bauzeit         | Daten |
| --------------------------------------------------------- | --------------------------- | ------------------- | ------------------------------------------------------- | --------------- | ----- |
| ehemaliger Standort vom Fachwerkhaus Rosengasse 9         | Fachwerkhaus Rosengasse 9   | Rosengasse 9 Lage   | Fachwerkhaus                                            | 17. Jahrhundert |       |
| Steingasse 25                                             | Fachwerkhaus Steingasse 25  | Steingasse 25 Lage  | Fachwerkhaus, abgerissen und durch einen Neubau ersetzt | 18. Jahrhundert |       |
| Standort des ehemaligen Fachwerkhauses Wagnergasse 5      | Fachwerkhaus Wagnergasse 5  | Wagnergasse 5 Lage  | Fachwerkhaus, wurde abgerissen                          |                 |       |
| der Standort des ehemaligen Fachwerkhauses Wagnergasse 20 | Fachwerkhaus Wagnergasse 20 | Wagnergasse 20 Lage | Fachwerkhaus, abgerissen und durch einen Neubau ersetzt |                 |       |